# Список вулиць Києва (Д)
Це список вулиць міста Києва, назви яких починаються на літеру Д.
До списку входять усі урбаноніми Києва, що містяться в офіційному довіднику «Вулиці міста Києва», затвердженому 2015 року, а також у міській інформаційно-аналітичній системі забезпечення містобудівної діяльності (МІАС ЗМД) «Містобудівний кадастр Києва», довіднику «Вулиці Києва» 1995 року та атласі «Київ до кожного будинку». Назви вулиць, які відсутні в офіційному довіднику, подані курсивом. Проєктні вулиці, що мають код у кадастрі, але не мають назв, у списку не наведені.
У списку вулиці подані за алфавітом. Назви вулиць на честь людей відсортовані за прізвищем (якщо прізвище відсутнє — за іменем) і подаються у форматі Прізвище Ім'я і/або Посада. Якщо вулиця названа за цілісним псевдонімом, то сортування відбувається за першою літерою псевдоніма або імені, тобто Бориса Тена подано на літеру Б, Ганни Барвінок — на Г, Дзиґи Вертова — на Д, Івана Багряного — на І, Кузьми Скрябіна — на К, Лесі Українки — на Л, Марка Вовчка, Марка Черемшини, Миколи Хвильового і Мирослава Ірчана — на М, Олени Пчілки і Остапа Вишні — на О, Панаса Мирного — на П, Юрія Клена — на Ю, Якуба Коласа, Яна Райніса, Янки Купали і Януша Корчака — на Я. Вулиці, що мають, окрім назви, порядковий номер, відсортовані за власною назвою, наприклад 2-й Левадний провулок на літеру Л. Вулиця Радгосп «Совки» розміщена на літеру С, вулиця Міста Шалетт — на літеру Ш. Назви вулиць, що починаються на число (окрім вулиць, зазначених вище), записані словами і подані на відповідну літеру (Восьмого Березня, Першого Травня тощо).
Вулиці з назвами «Садова» (в тому числі «номерні») і лінії виділені в окремі списки.
Станом на 1 січня 2023 року в Києві 2833 урбаноніми, з них:
| - 2059 вулиць; - 533 провулки; - 77 ліній; - 59 площ і майданів; | - 32 проспекти; - 22 бульвари; - 15 узвозів; | - 12 проїздів; - 11 шосе; - 5 доріг; | - 3 алеї; - 3 набережних; - 2 тупики. |

Колір фону у списку залежить від типу урбаноніма.
Після списку існуючих вулиць наведено список зниклих вулиць (вулиць, які були ліквідовані або включені до інших вулиць протягом XX—XXI століть), а також список попередніх назв вулиць, починаючи з 1800 року. Назви перейменованих вулиць, що починаються на число (окрім вулиць, зазначених вище), записані словами і подані на відповідну літеру (Третього Інтернаціоналу, Дев'ятого Січня, Дванадцятого Грудня, Двадцять П'ятого Жовтня, Сорокаріччя Жовтня, П'ятдесятиріччя Жовтня, Шістдесятиріччя Жовтня тощо).

## Вулиці міста Києва
| Назва                         | Тип   | Колишні назви                                                                                    | Район                     | Місцевість                      | Рік затв.         | Код об'єкта |
| ----------------------------- | ----- | ------------------------------------------------------------------------------------------------ | ------------------------- | ------------------------------- | ----------------- | ----------- |
| Далека                        | вул.  |                                                                                                  | Солом'янський             | Відрадний                       | 1959              | 10404       |
| Дамбова                       | вул.  |                                                                                                  | Дніпровський              | Русанівські сади                | 2011              | 11990       |
| Дамбова 1-ша                  | вул.  |                                                                                                  | Дніпровський              | Русанівські сади                |                   | 12410       |
| Дамбова 2-га                  | вул.  |                                                                                                  | Дніпровський              | Русанівські сади                |                   | 12411       |
| Дамбова 3-тя                  | вул.  |                                                                                                  | Дніпровський              | Русанівські сади                |                   | 12412       |
| Данилевича Василя             | вул.  | Нова 868-ма, Толбухіна                                                                           | Шевченківський            | Дехтярі, Нивки                  | 2022              | 11690       |
| Данченка Сергія               | вул.  | Проектна 1                                                                                       | Подільський               | Біличе поле, Липинка            | 2012              | 10405       |
| Данькевича Костянтина         | вул.  | Нова А                                                                                           | Деснянський               | Вигурівщина-Троєщина            | 1987              | 10406       |
| Дарвіна                       | вул.  | Новолевашовська                                                                                  | Печерський                | Бессарабка, Липки               | 1938              | 10407       |
| Дарницька                     | площа | КП, Ленінградська                                                                                | Дніпровський              | Соцмісто                        | 2015              | 10883       |
| Дарницький                    | бул.  | Центральний                                                                                      | Дніпровський              | Північно-Броварський масив      | 1955              | 10408       |
| Дачна                         | вул.  |                                                                                                  | Деснянський               | Селище Радистів                 |                   | 12636       |
| Дачна                         | вул.  | Дачна (част.), Гаріна Бориса                                                                     | Солом'янський             | Олександрівська слобідка        | 2022              | 10305       |
| Дачний                        | пров. |                                                                                                  | Деснянський               | Селище Радистів                 |                   | 12635       |
| Дашавська                     | вул.  | Тетянівська, Леваневського (частина)                                                             | Солом'янський             | Караваєві дачі                  | 1958              | 10409       |
| Дашкевича Остафія             | вул.  | Нова, Курнатовського                                                                             | Дніпровський, Деснянський | Воскресенка                     | 2021              | 10849       |
| Дев'ятого Травня              | вул.  | Першого Травня                                                                                   | Святошинський             | Михайлівська Борщагівка         | 1974              | 10411       |
| Дегтярівська                  | вул.  | Старожитомирське шосе, Дегтярівська, Червоних командирів, Пархоменка                             | Шевченківський            | Лук'янівка, Шулявка             | 1993              | 10413       |
| Дегтярна                      | вул.  |                                                                                                  | Подільський               | Гончарі-Кожум'яки               | до ХІХ ст.        | 10414       |
| Декарта Рене                  | вул.  | Нова, Кулібіна                                                                                   | Святошинський             | Ґалаґани                        | 2022              | 10838       |
| Делегатський                  | пров. | Федорівський                                                                                     | Шевченківський            | Татарка                         | 1955              | 10418       |
| Делоне Професора              | вул.  | Весняна                                                                                          | Солом'янський             | Жуляни                          | 2019              | 12696       |
| Демидівська                   | вул.  |                                                                                                  | Дарницький                | Бортничі                        |                   | 10419       |
| Деміївська                    | вул.  | Деміївський Яр, Червоний Яр + Німецький пров.                                                    | Голосіївський             | Деміївка                        | 1950-ті           | 10420       |
| Деміївська                    | площа | Базарна, Деміївська базарна, Деміївська, Комсомольська, Автовокзальна, Московська                | Голосіївський             | Деміївка                        | 2016              | 11096       |
| Деміївський                   | пров. | Церковний                                                                                        | Голосіївський             | Деміївка                        | 1950-ті           | 10421       |
| Дендрологічний                | пров. | Нова 734-та вул., Лодигіна                                                                       | Подільський               | Куренівка                       | 2022              | 10945       |
| Депутатська                   | вул.  | Нова 1-ша                                                                                        | Святошинський             | Академмістечко                  | 1955              | 10422       |
| Деревлянська                  | вул.  | Новоовруцька, Якіра                                                                              | Шевченківський            | Лук'янівка                      | 2016              | 11943       |
| Деревообробна                 | вул.  |                                                                                                  | Голосіївський             | Теличка                         | 1958              | 10423       |
| Деревообробний                | пров. |                                                                                                  | Голосіївський             | Теличка                         | 1958              | 10424       |
| Дерегуса Михайла              | вул.  | Янтарна                                                                                          | Солом'янський             | Жуляни                          | 2019              | 12068       |
| Десенський                    | пров. | Нова вул., Деснянський пров.                                                                     | Деснянський               | Троєщина                        | 2012              | 11991       |
| Деснянська                    | вул.  |                                                                                                  | Деснянський               | Троєщина                        |                   | 10425       |
| Деснянська                    | вул.  |                                                                                                  | Дніпровський              | Воскресенські сади              |                   | 12428       |
| Деснянська                    | вул.  | Андріївський пров. + Борщагівський пров.                                                         | Солом'янський             | Караваєві дачі                  | 1955              | 10426       |
| Деснянський                   | пров. |                                                                                                  | Деснянський               | Троєщина                        |                   | 12708       |
| Десятинна                     | вул.  | Трьохсвятительська (частина), Андріївська, Жертв Революції (частина), Героїв революції (частина) | Шевченківський            | Старий Київ                     | 1958              | 10427       |
| Десятинний                    | пров. |                                                                                                  | Шевченківський            | Старий Київ                     | 1840-ві           | 10428       |
| Джаліля Муси                  | вул.  | Нова                                                                                             | Подільський               | Вітряні гори                    | 1957              | 10429       |
| Джерельна                     | вул.  |                                                                                                  | Дарницький                | Бортничі                        |                   | 12080       |
| Джерельна                     | вул.  | Проїзд «Д»                                                                                       | Оболонський               | ДВС                             | 1958              | 12081       |
| Джерельний                    | пров. | Проїзд «В»                                                                                       | Оболонський               | ДВС                             | 1958              | 12082       |
| Джонса Ґарета                 | вул.  | Середньозагородня, Кагатна, Хохлових Сім'ї                                                       | Шевченківський            | Лук'янівка                      | 2023              | 11807       |
| Джонса Гарета                 | пров. | Проєктний 13120                                                                                  | Шевченківський            |                                 | 2020              | 13120       |
| Дзиґи Вертова                 | пров. | Проектний 13028                                                                                  | Дніпровський              | Лівобережний масив              | 2018              | 13028       |
| Дзюби Івана                   | вул.  | 10-в, Сосніних Сім'ї                                                                             | Святошинський             | Микільська Борщагівка           | 1967              | 11583       |
| Диканський                    | пров. | Нова 237-ма вул.                                                                                 | Дарницький                | Червоний хутір                  | 1953              | 10433       |
| Димерська                     | вул.  | Нова 396-та                                                                                      | Святошинський             | Новобіличі                      | 1944              | 10434       |
| Диченка Ігоря                 | вул.  | Проектна 12994                                                                                   | Голосіївський             | Віта-Литовська                  | 2017              | 12994       |
| Діамантовий                   | пров. |                                                                                                  | Деснянський               | Селище Радистів                 |                   | 12628       |
| Дібровна                      | вул.  | Борова                                                                                           | Голосіївський             | Віта-Литовська                  | 1959              | 10437       |
| Дібровний                     | пров. | Боровий                                                                                          | Голосіївський             | Віта-Литовська                  |                   | 10438       |
| Ділова                        | вул.  | Ділова, Бочковського, Димитрова                                                                  | Голосіївський, Печерський | Нова Забудова                   | 2015              | 10435       |
| Дмитрівська                   | вул.  | Менжинського                                                                                     | Шевченківський            | Лук'янівка, Солдатська слобідка | 1993              | 10440       |
| Дніпрова                      | вул.  |                                                                                                  | Дарницький                | Позняки                         | 1950-ті           | 10441       |
| Дніпрової Чайки               | вул.  | Клари Цеткін                                                                                     | Оболонський               | ДВС                             | 1958              | 12739       |
| Дніпровий                     | пров. | Червоноармійська вул.                                                                            | Дарницький                | Позняки                         | 1955              | 12083       |
| Дніпроводська                 | вул.  |                                                                                                  | Оболонський               | ДВС                             | 1958              | 10442       |
| Дніпровська                   | вул.  |                                                                                                  | Оболонський               |                                 |                   | 12529       |
| Дніпровська                   | наб.  |                                                                                                  | Дніпровський, Дарницький  | Березняки, Позняки, Осокорки    | 1967              | 10443       |
| Дніпровське                   | шосе  | Дніпропетровське                                                                                 | Голосіївський             | Віта-Литовська                  | 2017              | 10447       |
| Дніпровський                  | узвіз | Спаський, Панкратьєвський, Миколаївський, Микільський, Бош Євгенії                               | Печерський                |                                 | 1940              | 10444       |
| Дністерська                   | вул.  | Нова 610-та, Двінська                                                                            | Дніпровський              | Стара Дарниця                   | 2022              | 10410       |
| Дністровська                  | вул.  | Андріївський 4-й пров.                                                                           | Солом'янський             | Караваєві дачі                  | 1955              | 10448       |
| Добрий Шлях                   | вул.  |                                                                                                  | Голосіївський             | Добрий Шлях                     | 2-га пол. XIX ст. | 10449       |
| Добринінська                  | вул.  | Нова                                                                                             | Оболонський               | Куренівка, Оболонь              | 1980              | 10450       |
| Добробутна                    | вул.  |                                                                                                  | Солом'янський             | Жуляни                          | 2015              | 12681       |
| Добровольчих батальйонів      | вул.  | Нова 665-та, Панфіловців                                                                         | Печерський                | Звіринець                       | 2015              | 11241       |
| Добросусідська                | вул.  | Нова 10-та                                                                                       | Солом'янський             | Совки                           | 1958              | 10453       |
| Добросусідський               | пров. | Нова 37-ма вул.                                                                                  | Солом'янський             | Совки                           | 1958              | 10454       |
| Доброхотова Академіка         | вул.  | Нова 88-ма, Капітанівська, Капітанська                                                           | Святошинський             | Академмістечко                  | 1970              | 10455       |
| Добруська                     | вул.  | Нова, Добрузька                                                                                  | Солом'янський             | Відрадний                       | 2022              | 10456       |
| Довбуша Олекси                | вул.  | Нова 614-та                                                                                      | Дніпровський              | ДВРЗ                            | 1953              | 10459       |
| Довженка                      | вул.  |                                                                                                  | Деснянський               | Троєщина                        |                   | 10460       |
| Довженка Олександра           | вул.  | Ново-Окружна                                                                                     | Шевченківський            | Шулявка                         | 1959              | 10461       |
| Довнар-Запольського Митрофана | вул.  | Коростишівська, Лагерна, Дегтярівський пров., Довнар-Запольського                                | Шевченківський            | Лук'янівка, Шулявка             | 2015              | 10462       |
| Докучаєвська                  | вул.  | Огородня 2-га                                                                                    | Солом'янський             | Батиєва гора                    | 1955              | 10463       |
| Докучаєвський                 | пров. | Огородній 2-й пров.                                                                              | Солом'янський             | Протасів яр                     | 1955              | 10464       |
| Докучаєвський                 | тупик |                                                                                                  | Солом'янський             | Батиєва гора                    | 1952              | 10465       |
| Долинна                       | вул.  | Нова 430-та                                                                                      | Солом'янський             | Караваєві дачі                  | 1944              | 10466       |
| Долинського Луки              | вул.  | Нова 426-та, Кареловська                                                                         | Подільський               | Вітряні гори, Селище Шевченка   | 2022              | 10650       |
| Доманицького Василя           | вул.  | Потапова Генерала                                                                                | Святошинський             | Микільська Борщагівка           | 2022              | 11346       |
| Донецька                      | вул.  | Чоколівська                                                                                      | Солом'янський             | Чоколівка                       | 1952              | 10467       |
| Донецький                     | пров. | Чоколівський                                                                                     | Солом'янський             | Чоколівка                       | 1952              | 10468       |
| Донська                       | вул.  | Софіївська 2-га                                                                                  | Солом'янський             | Олександрівська слобідка        | 1955              | 10469       |
| Донця Михайла                 | вул.  | Нова, Затонського                                                                                | Солом'янський             | Відрадний                       | 1991              | 10472       |
| Дорогожицька                  | вул.  | Лагерна (част.)                                                                                  | Шевченківський            | Лук'янівка                      | 1961              | 10474       |
| Дорошенка Дмитра              | вул.  | Нова 680-та, Чигоріна                                                                            | Печерський                | Саперне поле                    | 2022              | 11871       |
| Дорошенка Петра               | вул.  | Леніна, Бонч-Бруєвича, Ленінська                                                                 | Святошинський             | Жовтневе                        | 2015              | 10884       |
| Дорошкевича Олександра        | вул.  | Островського Миколи, Свєтлова Михайла                                                            | Святошинський             | Біличі                          | 1966              | 11508       |
| Достоєвського                 | пров. | Нова 712-та вул.                                                                                 | Подільський               | Куренівка                       | 1953              | 10476       |
| Драгоманова                   | вул.  | Нова                                                                                             | Дарницький                | Позняки                         | 1989              | 10477       |
| Драй-Хмари Михайла            | вул.  | Ватутіна, Тухачевського Маршала                                                                  | Святошинський             | Жовтневе                        | 2016              | 11726       |
| Драча Івана                   | вул.  | Львівський пров., Некрасівська                                                                   | Шевченківський            | Кудрявець                       | 2022              | 11138       |
| Дровняка Никифора             | вул.  | Димитрова                                                                                        | Деснянський               | Троєщина                        | 2020              | 10436       |
| Друга                         | вул.  |                                                                                                  | Оболонський               | СТ «Чорнобилець-2001»           |                   | 12569       |
| Дружби                        | вул.  |                                                                                                  | Дарницький                | Бортничі                        |                   | 10480       |
| Дружби 1-й                    | пров. |                                                                                                  | Дарницький                | Бортничі                        |                   | 10481       |
| Дружби 2-й                    | пров. |                                                                                                  | Дарницький                | Бортничі                        |                   | 10482       |
| Дружби 3-й                    | пров. |                                                                                                  | Дарницький                | Бортничі                        |                   | 10483       |
| Дружківська                   | вул.  | Нова                                                                                             | Святошинський             | Ґалаґани                        | 1957              | 10486       |
| Дружня                        | вул.  | Лінія 3-тя                                                                                       | Солом'янський             | Батиєва гора                    | 1958              | 10487       |
| Дубенська                     | вул.  | Омелютинський 1-й пров.                                                                          | Печерський                | Звіринець                       | 1955              | 10488       |
| Дубичнянська                  | вул.  |                                                                                                  | Деснянський               | Троєщина                        |                   | 12623       |
| Дубищанська                   | вул.  |                                                                                                  | Оболонський               |                                 | 2014              | 12904       |
| Дубищанський                  | пров. |                                                                                                  | Оболонський               |                                 | 2014              | 12907       |
| Дубовий                       | пров. | Нова вул., Доватора Генерала                                                                     | Голосіївський             | Ширма                           | 2022              | 10458       |
| Дубровицька                   | вул.  | Першотравневий пров.                                                                             | Оболонський               | Пріорка                         | 1955              | 10491       |
| Дубровицький                  | пров. | Нова 895-та вул.                                                                                 | Оболонський               | Пріорка                         | 1953              | 10492       |
| Дубровського Віктора          | пров. | Калініна, Бонч-Бруєвича                                                                          | Святошинський             | Біличі                          | 2016              | 10126       |
| Дудаєва Джохара               | вул.  | Нова 506-та, Талалаївська, Іскрівська                                                            | Солом'янський             | Першотравневий масив            | 2022              | 10624       |
| Дудника Георгія               | вул.  | Нова, Цюрупинська                                                                                | Шевченківський            | Дехтярі, Нивки                  | 2016              | 11825       |
| Дуки Степана                  | вул.  | Нова, Агрономічний пров.                                                                         | Голосіївський             | Китаїв                          | 1961              | 10493       |
| Дунаєвського                  | вул.  | Лихачова                                                                                         | Святошинський             | Біличі                          | 1966              | 10494       |
| Дунаєвського                  | пров. |                                                                                                  | Святошинський             | Біличі                          |                   | 11992       |
| Дурдуківського Володимира     | вул.  | Калініна, Бонч-Бруєвича                                                                          | Святошинський             | Біличі                          | 2016              | 10125       |
| Дяченка Архітектора           | вул.  | Проєктна 12972                                                                                   | Голосіївський             | Теремки                         | 2019              | 12972       |
| Дяченка Івана                 | вул.  |                                                                                                  | Дарницький                | Бортничі                        |                   | 10496       |

## Зниклі вулиці
| Назва                | Тип    | Район          | Місцевість               | Рік зникнення | Примітка |
| -------------------- | ------ | -------------- | ------------------------ | ------------- | --- |
| Данилівська          | вул.   | Залізничний    | Солом'янка               | 1971          | |
| Даргомижського       | вул.   | Ленінградський | с. Микільська Борщагівка | 1980-ті       | до 1974 року — Київська |
| Даргомижського       | вул.   | Подільський    | Куренівка                | 1971          | до 1955 року — 477-ма Нова вулиця                                                                                           |
| Даргомижського       | пров.  | Подільський    | Куренівка                | 1971          | до 1953 року — 471-ша Нова вулиця                                                                                           |
| Дачний               | пров.  | Дарницький     | Микільська слобідка      | 1977          | |
| Дев'ятого Травня     | пров.  | Ленінградський | Михайлівська Борщагівка  | 1980-ті       | до 1974 року — 1-го Травня                                                                                                  |
| Дегтярьова Академіка | вул.   | Дарницький     | Кухмістерська слобідка   | 1971          | до 1955 року — (2-га) вулиця Короленка                                                                                      |
| Декабристів          | вул.   | Радянський     | поблизу Галицької площі  | 1980-ті       | існує як безіменний проїзд                                                                                                  |
| Делегатська          | вул.   | Шевченківський | Лук'янівка               | 1980-ті       | назва — з 1955 року |
| Десняка              | вул.   | Жовтневий      | Відрадний                | 1980-і        | промзона |
| Деснянська           | вул.   | Дарницький     | Труханів острів          | 1943          | Зникла при знищенні селища восени 1943 року                                                                                 |
| Деснянський          | пров.  | Жовтневий      | Караваєві дачі           | 1980-ті       | |
| Джамбульська         | вул.   | Дніпровський   | Микільська слобідка      | 1980-ті       | |
| Джамбульський        | пров.  | Дніпровський   | Микільська слобідка      | 1980-ті       | |
| Дзвінкова            | вул.   | Подільський    | Пріорка                  | 1980-ті       | |
| Дзвінковий           | пров.  | Подільський    | Пріорка                  | 1980-ті       | |
| Дніпрова             | вул.   | Дніпровський   | Микільська слобідка      | 1977          | |
| Дніпрова             | вул.   | Московський    | Мишоловка                | 1977          | |
| Дніпровоберегова     | вул.   | Дарницький     | с. Осокорки              | 1977          | |
| Дніпровобереговий    | пров.  | Дарницький     | с. Осокорки              | 1977          | |
| Дніпровська          | вул.   | Дарницький     | Труханів острів          | 1943          | Зникла при знищенні селища восени 1943 року                                                                                 |
| Дніпровська          | вул.   | Дарницький     | Передмостова слобідка    | 1943          | Зникла при знищенні селища восени 1943 року                                                                                 |
| Дніпровська          | наб.   | Дарницький     | Передмостова слобідка    | 1943          | Зникла при знищенні селища восени 1943 року                                                                                 |
| Дніпровський         | пров.  | Дарницький     | Передмостова слобідка    | 1943          | Зникла при знищенні селища восени 1943 року                                                                                 |
| Дніпровський         | проїзд | Печерський     | Дніпрові схили           | 1980-ті       | приєднаний до Дніпровського узвозу                                                                                          |
| Дніпровський Вал     | вул.   | Дарницький     | Передмостова слобідка    | 1943          | Зникла при знищенні селища восени 1943 року                                                                                 |
| Дніпродзержинський   | пров.  | Дарницький     | Село Шевченка            | 1980-ті       | |
| Дністровський        | пров.  | Жовтневий      | Караваєві дачі           | 1980-ті       | |
| Добружня             | вул.   |                | Звіринець                |               | |
| Добружній            | пров.  |                | Звіринець                |               | |
| Долиногірська        | вул.   | Печерський     | Бусове поле              |               | Назва з 1958 року, зупинка тролейбусів на вулиці Михайла Бойчука до середини 2000-х років мала назву «Вулиця Долиногірська» |
| Дорожня              | вул.   | Дарницький     | Воскресенська слобідка   | 1961          | |
| Дорожній             | пров.  | Дарницький     | Воскресенська слобідка   | 1961          | |
| Драгоманова          | вул.   | Дарницький     | Воскресенська слобідка   | 1961          | |
| Драгоманова          | пров.  | Дарницький     | Воскресенська слобідка   | 1961          | |
| Дружби народів       | пл.    | Оболонський    | Оболонь                  | 1982          | Нині безіменна площа на перетині проспектів Володимира Івасюка та Степана Бандери. Назва з 1976 року, з 1975 року — Одеська |
| Дулібська            | вул.   | Дарницький     | Труханів острів          | 1943          | Зникла при знищенні селища восени 1943 року                                                                                 |
| Дунайська            | вул.   | Дарницький     | Село Шевченка            | 1980-ті       | |
| Дунайський           | пров.  | Дарницький     | Село Шевченка            | 1980-ті       | |
| Духівська            | вул.   | 3-тя частина   | Поділ                    | 1811          | Не відбудовувалася після пожежі 1811 року                                                                                   |

## Перейменовані вулиці
| Стара назва                | Нова назва                           | Район                       | Дата перейменування | Сучасна назва                 |
| -------------------------- | ------------------------------------ | --------------------------- | ------------------- | ----------------------------- |
| Давидова Олексія бульвар   | Шамо Ігоря бульвар                   | Дніпровський                | 2016                | Шамо Ігоря бульвар            |
| Даля Олександра            | Лейбніца                             | Деснянський                 | 2023                | Лейбніца                      |
| Данилівська 2-га           | Буйка Професора                      | Кагановичський              | 1955                | Буйка Професора               |
| Данишівська                | Шумського Юрія пров.                 | Дарницький                  | 1955                | ліквідовано                   |
| Дарницька 2-га             | Приозерна                            | Дарницький                  | 1955                | Бойка Івана                   |
| Дарницьке шосе             | Алма-Атинська вул.                   | Дарницький                  | 1973                | Алматинська вул.              |
| Дарницький бул. (част.)    | Праці бул.                           | Дарницький                  | 1967                | Котляревського Івана бул.     |
| Дачна                      | Пироговського Олександра             | Залізничний                 | 1984                | Пироговського Олександра      |
| Дачна 1-ша                 | Смоленський проїзд                   | Жовтневий                   | 1955                | ліквідовано                   |
| Дачна 1-ша                 | Смоленський пров.                    | Жовтневий                   | 1955                | ліквідовано                   |
| Дачна 1-ша                 | Куричівська                          | Деснянський                 | 2020                | Куричівська                   |
| Дачна 2-га                 | Смоленська                           | Жовтневий                   | 1955                | Бродських Сім'ї               |
| Дачна 2-га                 | Ковпитська                           | Деснянський                 | 2020                | Ковпитська                    |
| Дачна 3-тя                 | Металістів                           | Жовтневий                   | 1955                | Брайчевського Михайла         |
| Дачна 4-та                 | Виборгська                           | Жовтневий                   | 1955                | Тихого Олекси                 |
| Дачна 4-та                 | Помильська                           | Деснянський                 | 2020                | Помильська                    |
| Дачна 5-та                 | Машинобудівельна                     | Жовтневий                   | 1955                | Машинобудівна                 |
| Дачна 6-та                 | Ізмаїльська                          | Жовтневий                   | 1955                | Мельника Андрія               |
| Дачна 8-ма                 | Дністровський пров.                  | Жовтневий                   | 1955                | ліквідовано                   |
| Дачна 9-та                 | Шахтарська                           | Подільський                 | 1955                | Шахтарська                    |
| Дачна лінія 12-та          | Комбайнерів                          | Жовтневий                   | 1955                | Комбайнерів                   |
| Дачний 2-й пров.           | Індустріальна                        | Жовтневий                   | 1955                | Гетьмана Вадима               |
| Дачний 3-й пров.           | Леванєвського пров.                  | Жовтневий                   | 1955                | ліквідовано                   |
| Дашавська                  | Нижнє-Ключева                        | Жовтневий                   | 1958                | Нижньоключова                 |
| Двадцять П'ятого Жовтня    | Жовтневої Революції                  | Ленінський                  | 1944                | Інститутська                  |
| Двадцять П'ятого Жовтня    | Жовтневої Революції                  | Ленінський                  | 1944                | Героїв Небесної Сотні алея    |
| Дванадцятого Грудня        | Рогніденська                         | Ленінський                  | 1944                | Рогнідинська                  |
| Двінська                   | Дністерська                          | Дніпровський                | 2022                | Дністерська                   |
| Дворцова пл.               | ЦВК УРСР пл.                         |                             | Сер. 1930-х         | Конституції                   |
| Дев'ятого Січня            | Січнева                              | Молотовський                | 1944                | Загорівська                   |
| Дегтяренка Петра           | Кульженків Сім'ї                     | Оболонський                 | 2016                | Кульженків Сім'ї              |
| Дегтярівська               | Червоних командирів                  | Молотовський                | 1939                | Дегтярівська                  |
| Дежнєва                    | Миклухи-Маклая Миколи                | Солом'янський               | 2022                | Миклухи-Маклая Миколи         |
| Дежнєва пров.              | Сіверсько-Донецький пров.            | Солом'янський               | 2022                | Сіверсько-Донецький пров.     |
| Декабристів                | Братства тарасівців                  | Дарницький                  | 2022                | Братства тарасівців           |
| Декабристів пр-т           | Бажана Миколи пр-т                   | Дарницький                  | 1984                | Бажана Миколи пр-т            |
| Деміївська                 | Некрасовська 2-га                    |                             | 1910-ті             | Гайдамацька                   |
| Деміївський Яр             | Червоний Яр                          | Кагановичський              | 1944                | Деміївська                    |
| Деміївський Яр             | Деміївська                           |                             | 1950-ті             | Деміївська                    |
| Дем'яна Бєдного            | Ольжича                              | Шевченківський, Подільський | 1993                | Ольжича                       |
| Деснянський пров.          | Десенський пров.                     | Деснянський                 | 2012                | Десенський пров.              |
| Дзержинського              | Предславинська                       | Московський                 | 1984                | Предславинська                |
| Дзержинського              | Таранушенка Стефана                  | Деснянський                 | 2016                | Таранушенка Стефана           |
| Дзержинського пров.        | Козловського Івана пров.             | Печерський                  | 2000                | Козловського Івана            |
| Дзержинського Ф. пров.     | Козловського Івана пров.             | Печерський                  | 1999                | Козловського Івана            |
| Дзержинського пл.          | Либідська пл.                        | Голосіївський               | 2015                | Либідська пл.                 |
| Дибенка Павла              | Шовкоплясів Сім'ї                    | Оболонський                 | 2017                | Шовкоплясів Сім'ї             |
| Дика                       | Студентська                          | Молотовський                | 1938                | Студентська                   |
| Дикий завулок              | Староспортивний завулок              | Молотовський                | 1938                | Пилипівський пров.            |
| Димерське шосе             | Мінський пр-т                        | Подільський                 | 1973                | Литовський пр-т               |
| Димитрова                  | Варненська                           | Ленінградський              | 1974                | ліквідовано                   |
| Димитрова                  | Ділова                               | Голосіївський, Печерський   | 2014, 2015          | Ділова                        |
| Димитрова                  | Дровняка Никифора                    | Деснянський                 | 2020                | Дровняка Никифора             |
| Діагональна                | Гагаріна Юрія                        | Дарницький                  | 1961                | Каденюка Леоніда пр-т         |
| Ділова                     | Бочковського                         |                             | 1919                | Ділова                        |
| Діновський узвіз           | Смородинський узвіз                  | Молотовський                | 1944                | Смородинський узвіз           |
| Діонісьєвський пров.       | Бехтерівський пров.                  | Молотовський                | 1952                | Бехтеревський пров.           |
| Дмитрівська                | Кузнецова Анатолія                   | Подільський                 | 2021                | Кузнецова Анатолія            |
| Дмитрівський пров.         | Дмитрівська                          | Подільський                 | I пол. XIX ст.      | Кузнецова Анатолія            |
| Дмитрівський (2-й) пров.   | Тульчинська                          | Подільський                 | 1955                | Тульчинська                   |
| Дніпровський проїзд        | Дніпровський узвіз                   | Печерський                  | 1980-ті             | Дніпровський узвіз            |
| Дніпровський узвіз (част.) | Героїв Крут                          | Печерський                  | 2001                | Героїв Крут                   |
| Дніпродзержинська          | Кам'янська                           | Дарницький                  | 2017                | Кам'янська                    |
| Дніпропетровська           | Новокодацька                         | Солом'янський               | 2017                | Новокодацька                  |
| Дніпропетровське шосе      | Дніпровське шосе                     | Голосіївський               | 2017                | Дніпровське шосе              |
| Добролюбова                | Короткевича Володимира               | Печерський                  | 2023                | Короткевича Володимира        |
| Добролюбова пров.          | Паризький пров.                      | Печерський                  | 2022                | Паризький пров.               |
| Добрузька (Добружська)     | Добруська                            | Печерський                  | 2022                | Добруська                     |
| Доватора Генерала          | Грушевської Катерини                 | Голосіївський               | 2022                | Грушевської Катерини          |
| Доватора Генерала пров.    | Дубовий пров.                        | Голосіївський               | 2022                | Дубовий пров.                 |
| Довнар-Запольського        | Довнар-Запольського Митрофана        | Шевченківський              | 2015                | Довнар-Запольського Митрофана |
| Докучаєвський пров.        | Неходи Івана                         | Залізничний                 | 1965                | Неходи Івана                  |
| Донбаська                  | Куренівська                          | Подільський                 | 1961                | Куренівська                   |
| Донбаський                 | Куренівський                         | Подільський                 | 1963                | Куренівський                  |
| Донський пров.             | Караїмський пров.                    | Солом'янський               | 2022                | Караїмський пров.             |
| Донського Бориса вул.      | Липський пров.                       |                             | 1940-ві             | Липський пров.                |
| Дончука Василя             | Пилипівська                          | Шевченківський              | 2023                | Пилипівська                   |
| Дорогожицька               | Мельникова Ювенарія Дмитровича імені |                             | 1923                | Іллєнка Юрія                  |
| Дорогожицька               | Мельникова                           | Шевченківський              | 1957                | Іллєнка Юрія                  |
| Достоєвського              | Воргола Енді                         | Подільський                 | 2022                | Воргола Енді                  |
| Драгомировська             | Псковський пров.                     | Кагановичський              | 1952                | Почаївський пров.             |
| Драгомірова Михайла        | Драгомирова Михайла                  | Печерський                  | 2012                | Драгомирова Михайла           |
| Дрогобицька                | Жовтнева                             |                             |                     | Патріарха Володимира Романюка |
| Дружби народів бул.        | Міхновського Миколи бул.             | Печерський, Голосіївський   | 2022                | Міхновського Миколи бул.      |
| Дружби народів вул.        | Миру пр-т                            | Дарницький                  | 1961                | Миру пр-т                     |
| Дружби народів вул.        | Миру пр-т                            | Дарницький                  | 1961                | Празька                       |
| Дружби народів СРСР пл.    | Оболонська пл.                       | Оболонський                 | 2015                | Оболонська пл.                |
| Дубініна Володі            | Бредбері Рея                         | Голосіївський               | 2023                | Бредбері Рея                  |
| Дубового Івана             | Тороповського Георгія                | Дніпровський                | 2016                | Тороповського Георгія         |
| Думська пл.                | Радянська пл.                        |                             | 1919                | Незалежності м-н              |
| Дундича Олеко              | Василя Вишиваного                    | Дніпровський                | 2016                | Василя Вишиваного             |
| Дьяківська                 | Разіна Степана узвіз                 |                             | 1920-ті             | Миколи Амосова                |
|                            |                                      |                             |                     |                               |